# ホルミズド3世
ホルミズド3世（Hormizd III, パフラヴィー語: 𐭠𐭥𐭧𐭥𐭬𐭦𐭣, ペルシア語: هرمز سوم）は、サーサーン朝の君主（シャーハーン・シャー、在位：457年 - 459年）。ヤズデギルド2世の子として生まれ、ヤズデギルド2世の後継者として457年から459年まで短期間統治した。彼の治世は、七大貴族の一つであるミフラーン家と、サーサーン朝の東の隣国であるエフタルの支援を受けた弟のペーローズ1世の反乱によって特徴づけられている。最終的にホルミズド3世はペーローズ1世によって捕えられ、処刑された。

## 名前の語源
ホルミズド（Hormizd, または Ōhrmazd, Hormozd）の名は、ゾロアスター教の最高神アフラ・マズダーの中期ペルシア語形であり、アヴェスター語では Ahura Mazda として知られている。古代ペルシア語では Auramazdā であるが、ギリシア語での字訳は Hormisdas となっている。

## 治世
ホルミズド3世は、ヤズデギルド2世の長男で後継者の立場にあった。父の治世中はサカスタンの東方の州を統治していた。州はクテシフォンの宮廷からは遠く離れており、アルダシール1世（在位：226年 - 240年）による征服以来、サカンシャー（サカの王）の称号を保持したサーサーン朝の皇子によって統治されてきた。
457年のヤズデギルド2世の死去後、ホルミズドはシャフレ・レイで王位についた。弟のペーローズは、ミフラーン家の有力者であったラハム・ミフラーンの支援を受けて帝国の北東方面へ逃亡し、自身の王位を主張するために軍隊を集め始めた。こうしてサーサーン朝は分裂し、王家内で争う状況に陥った。二人の兄弟の母であるデナグは、首都のクテシフォンから帝国の摂政として一時的に統治を行った。東方地域に残る複数の記録では、ペーローズは不公正であるとみなされていたホルミズド3世よりも王位に値したとされている。『Codex Sprenger 30』の名で知られる著者不明の記録文書のみが、ホルミズド3世を「勇敢でより優れている」と記述し、ペーローズを「より宗教に博識」であったとしている。
ホルミズド3世とペーローズの従兄弟にあたるアルサケス朝カフカス・アルバニア王国の王、ヴァチェ2世（在位：444年 - 463年）は、ヤズデギルド2世によってゾロアスター教へ改宗することを余儀なくされていたものの、兄弟間の紛争につけ込み、独立を宣言してキリスト教へ再度改宗した。
ペーローズは後にエフタルの領内へ向かい、エフタルの君主はペーローズの王位をめぐる争いに軍事的な支援をすることに同意した。459年、エフタルとミフラーン家の協力のもと、ペーローズは軍隊を率いてホルミズド3世を打ち破った。いくつかの記録では、ホルミズド3世はペーローズによって赦されたとされているが、ペーローズがホルミズド3世と家族三人を殺害したと記されている他の記録によって否定されているため、ほぼ確実に伝説であると考えられている。その後、ペーローズ1世はカーレーン家の貴族をサカスタンの太守に任命し、サカスタンを完全にサーサーン朝の統治下に組み込んだ。このため、ホルミズド3世はサカンシャーの称号を名乗った最後の人物となった。
ホルミズド3世の治世中に鋳造された硬貨は発見されていない。

## 家族
ホルミズド3世の子女は、以下の娘が本人の死後も生き残った。
・バレンドゥフト：イベリア王、ヴァフタング1世の妻。彼女は後にイベリア王となるダチを生んだ。